# Microlicia subaequalis
Microlicia subaequalis är en tvåhjärtbladig växtart som beskrevs av John Julius Wurdack. Microlicia subaequalis ingår i släktet Microlicia och familjen Melastomataceae. Inga underarter finns listade i Catalogue of Life.